# 3차 교육
3차 교육(三次敎育, 영어: tertiary education, third-level education, third-stage education) 또는 중등후 교육(中等後 敎育, 영어: postsecondary education)은 중등교육 후의 교육이다.
세계 은행은 대학뿐만 아니라 직업 학교 및 전문대학을 포함하는 고등 교육을 정의한다. 고등 교육은 학부 및 대학원 교육을 포함하는 반면, 중등 교육 이상의 직업 교육은 영국에서 추가 교육으로 알려져 있거나 미국에서 계속 교육 범주에 포함된다. 대학이나 전문학교 등이 있다. 수료증이나 졸업장, 디플로마, 학위가 수여된다.
유네스코는 고등 교육이 전문 분야의 학습 노력에 초점을 맞추고 있다고 밝혔다. 여기에는 학업 및 고등 직업 교육이 포함된다.

## 같이 보기
- 3차 교육 달성에 따른 나라 목록
- 중등 교육
- 고등 교육

## 참조
1. ↑  “Tertiary Education”. 《World Bank》. 2017년 12월 9일에 확인함.
2. ↑  “Tertiary education (ISCED levels 5 to 8)”. 《uis.unesco.org》. 2020년 2월 8일에 원본 문서에서 보존된 문서. 2018년 7월 2일에 확인함.